# Hertha Berliner Sport-Club 1968-1969
Questa voce raccoglie le informazioni riguardanti l'Hertha Berliner Sport-Club nelle competizioni ufficiali della stagione 1968-1969.

## Stagione
Nella stagione 1968-1969 l'Hertha Berlino, allenato da Fiffi Kronsbein, concluse il campionato di Bundesliga al 13º posto. In Coppa di Germania l'Hertha Berlino fu eliminato al primo turno dal Borussia M'gladbach.

## Rosa
| N. |                     | Ruolo | Calciatore              |
| -- | ------------------- | ----- | ----------------------- |
|    | Austria (bandiera)  | P     | Gernot Fraydl           |
|    | Germania (bandiera) | P     | Volkmar Groß            |
|    | Germania (bandiera) | P     | Hans-Jürgen Krumnow     |
|    | Germania (bandiera) | D     | Hans Eder               |
|    | Germania (bandiera) | D     | Peter Enders            |
|    | Germania (bandiera) | D     | Lothar Groß             |
|    | Croazia (bandiera)  | D     | Ivan Šangulin           |
|    | Germania (bandiera) | D     | Uwe Witt                |
|    | Germania (bandiera) | C     | Hans-Joachim Altendorff |
|    | Germania (bandiera) | C     | Hermann Bredenfeld      |
|    | Germania (bandiera) | C     | Karl-Heinz Ferschl      |

| N. |                     | Ruolo | Calciatore          |
| -- | ------------------- | ----- | ------------------- |
|    | Germania (bandiera) | C     | Karl-Heinz Hausmann |
|    | Germania (bandiera) | C     | Rudolf Kröner       |
|    | Germania (bandiera) | C     | Jürgen Weber        |
|    | Germania (bandiera) | C     | Tasso Wild          |
|    | Germania (bandiera) | A     | Reinhold Adelmann   |
|    | Germania (bandiera) | A     | Franz Brungs        |
|    | Germania (bandiera) | A     | Werner Ipta         |
|    | Germania (bandiera) | A     | Dieter Krafczyk     |
|    | Germania (bandiera) | A     | Karl-Heinz Leufgen  |
|    | Germania (bandiera) | A     | Gerd Schmidt        |
|    | Germania (bandiera) | A     | Arno Steffenhagen   |

## Organigramma societario
Area tecnica
- Allenatore: Fiffi Kronsbein
- Allenatore in seconda: Hans Eder
- Preparatore dei portieri:
- Preparatori atletici:

## Calciomercato

### Sessione estiva
| Acquisti | Acquisti            | Acquisti           | Acquisti |
| R.       | Nome                | da                 | Modalità |
| -------- | ------------------- | ------------------ | -------- |
| C        | Hermann Bredenfeld  | Schwarz-Weiß Essen |          |
| A        | Franz Brungs        | Norimberga         |          |
| C        | Karl-Heinz Ferschl  | Norimberga         |          |
| P        | Gernot Fraydl       | St. Louis Stars    |          |
| C        | Karl-Heinz Hausmann | Wacker 04 Berlino  |          |
| A        | Karl-Heinz Leufgen  | Schwarz-Weiß Essen |          |
| C        | Jürgen Weber        | Borussia Dortmund  |          |

| Cessioni | Cessioni          | Cessioni          | Cessioni |
| R.       | Nome              | a                 | Modalità |
| -------- | ----------------- | ----------------- | -------- |
| A        | Jonny Egbuono     | Tasmania Berlino  |          |
| A        | Manfred Greif     | Wacker 04 Berlino |          |
| D        | Reinhard Gröger   | Hertha Zehlendorf |          |
| D        | Fritz Hoodt       | Hertha Zehlendorf |          |
| P        | Lothar Jakubke    | Hertha Zehlendorf |          |
| A        | Pavle Kiš         | PSV               |          |
| C        | Hans-Dieter Kluge | Wacker 04 Berlino |          |
| D        | Peter Kronsbein   | Wacker 04 Berlino |          |
| A        | Reinhardt Lindner | Wacker 04 Berlino |          |
| C        | Jürgen Schröder   | BSC Kickers 1900  |          |
| A        | Reinhard Thieme   | Wacker 04 Berlino |          |

## Risultati

### Bundesliga

#### Girone di andata
| Arbitro: | Biwersi |

|                          |           |  |
| Grabowski 45’ Nickel 72’ | Marcatori |  |

| Arbitro: | Schäfer |

|            |           |           |
| Brungs 67’ | Marcatori | 84’ Gecks |

| Arbitro: | Betz |

|                                |           |                           |
| Weiß 69’, 85’ Ulsaß 83’ (rig.) | Marcatori | 19’, 90’ Kröner 79’ Weber |

| Arbitro: | Hilker |

|  |           |               |
|  | Marcatori | 80’ Handschuh |

| Arbitro: | Deuschel |

|                                    |           |  |
| Starek 8’ Müller 13’ Ohlhauser 30’ | Marcatori |  |

| Arbitro: | Wengenmayer |

|                  |           |  |
| Steffenhagen 13’ | Marcatori |  |

| Arbitro: | Ott |

|                        |           |                            |
| Sturm 1’ Neuberger 80’ | Marcatori | 31’ Ipta 78’ (rig.) Kröner |

| Arbitro: | Riegg |

|                               |           |          |
| Steffenhagen 58’ Krafczyk 72’ | Marcatori | 82’ Rühl |

| Arbitro: | Malka |

|                                   |           |  |
| Volkert 1’ Zaczyk 18’ Küppers 33’ | Marcatori |  |

| Arbitro: | Weyland |

|              |           |  |
| Krafczyk 14’ | Marcatori |  |

| Arbitro: | Binder |

|  |           |           |
|  | Marcatori | 9’ Brungs |

| Arbitro: | Siepe |

|                            |           |           |
| Brungs 3’ Steffenhagen 54’ | Marcatori | 84’ Zobel |

| Arbitro: | Aldinger |

|               |           |  |
| Friedrich 13’ | Marcatori |  |

| Arbitro: | Hennig |

|          |           |                        |
| Ipta 72’ | Marcatori | 38’ Fischer 53’ Schütz |

| Amburgo 16 novembre 1968, ore 15:30 CET 15ª giornata | Amburgo    | 0 – 0 referto | Hertha Berlino | Volksparkstadion (22 000 spett.)\| Arbitro: \| Handwerker \| |
| Arbitro:                                             | Handwerker |               |                |                                                              |

| Arbitro: | Spinnler |

|          |           |  |
| Ipta 12’ | Marcatori |  |

| Aquisgrana 7 dicembre 1968, ore 19:30 CET 17ª giornata | Alemannia Aquisgrana | 0 – 0 referto | Hertha Berlino | Stadio Tivoli (15 000 spett.)\| Arbitro: \| Seiler \| |
| Arbitro:                                               | Seiler               |               |                |                                                       |

#### Girone di ritorno
| Arbitro: | Ohmsen |

|                                      |           |  |
| Bredenfeld 56’ Hölzenbein 76’ (aut.) | Marcatori |  |

| Arbitro: | Binder |

|                    |           |          |
| Budde 1’ Gecks 34’ | Marcatori | 15’ Ipta |

| Berlino 3 aprile 1969, ore 20:00 CET 20ª giornata | Hertha Berlino | 0 – 0 referto | Eintracht Braunschweig | Stadio Olimpico (55 000 spett.)\| Arbitro: \| Linn \| |
| Arbitro:                                          | Linn           |               |                        |                                                       |

| Arbitro: | Köhler |

|                                          |           |                       |
| Weidmann 2’, 78’ Sieloff 47’ Larsson 88’ | Marcatori | 17’ Krafczyk 38’ Ipta |

| Arbitro: | Biwersi |

|           |           |                 |
| Brungs 5’ | Marcatori | 41’, 79’ Müller |

| Arbitro: | Fritz |

|                        |           |  |
| Schmidt 89’ Schütz 90’ | Marcatori |  |

| Berlino 3 maggio 1969, ore 15:30 CET 24ª giornata | Hertha Berlino | 0 – 0 referto | Borussia Dortmund | Stadio Olimpico (67 000 spett.)\| Arbitro: \| Kreitlein \| |
| Arbitro:                                          | Kreitlein      |               |                   |                                                            |

| Arbitro: | Heumann |

|            |           |  |
| Biskup 72’ | Marcatori |  |

| Arbitro: | Schulenburg |

|                               |           |  |
| Rynio 57’ (aut.) Krafczyk 65’ | Marcatori |  |

| Arbitro: | Siepe |

|           |           |  |
| Weida 41’ | Marcatori |  |

| Arbitro: | Betz |

|                                 |           |           |
| Steffenhagen 18’ Bredenfeld 61’ | Marcatori | 60’ Vogts |

| Arbitro: | Riegg |

|             |           |            |
| Skoblar 33’ | Marcatori | 29’ Brungs |

| Arbitro: | Horstmann |

|                |           |  |
| Bredenfeld 29’ | Marcatori |  |

| Arbitro: | Schröck |

|  |           |                  |
|  | Marcatori | 80’ Steffenhagen |

| Arbitro: | Hilker |

|                              |           |                |
| Ipta 16’ Brungs 65’ Groß 86’ | Marcatori | 56’, 77’ Hönig |

| Arbitro: | Frickel |

|                             |           |  |
| Pohlschmidt 28’ Erlhoff 32’ | Marcatori |  |

| Arbitro: | Redelfs |

|  |           |              |
|  | Marcatori | 25’ Claessen |

### Coppa di Germania
| Arbitro: | Tschenscher |

|                                           |           |                                |
| Wimmer 7’, 56’ Milder 14’ Laumen 35’, 73’ | Marcatori | 49’ Krafczyk 84’ (aut.) Milder |

## Statistiche

### Statistiche di squadra
| Competizione      | Punti | In casa | In casa | In casa | In casa | In casa | In casa | In trasferta | In trasferta | In trasferta | In trasferta | In trasferta | In trasferta | Totale | Totale | Totale | Totale | Totale | Totale | DR  |
| Competizione      | Punti | G       | V       | N       | P       | Gf      | Gs      | G            | V            | N            | P            | Gf           | Gs           | G      | V      | N      | P      | Gf     | Gs     | DR  |
| ----------------- | ----- | ------- | ------- | ------- | ------- | ------- | ------- | ------------ | ------------ | ------------ | ------------ | ------------ | ------------ | ------ | ------ | ------ | ------ | ------ | ------ | --- |
| Bundesliga        | 32    | 17      | 10      | 3       | 4       | 20      | 12      | 17           | 2            | 5            | 10           | 11           | 27           | 34     | 12     | 8      | 14     | 31     | 39     | -8  |
| Coppa di Germania | -     | 0       | 0       | 0       | 0       | 0       | 0       | 1            | 0            | 0            | 1            | 2            | 5            | 1      | 0      | 0      | 1      | 2      | 5      | -3  |
| Totale            | 32    | 17      | 10      | 3       | 4       | 20      | 12      | 18           | 2            | 5            | 11           | 13           | 32           | 35     | 12     | 8      | 15     | 33     | 44     | -11 |

### Andamento in campionato
| Giornata  | 1  | 2  | 3  | 4  | 5  | 6  | 7  | 8  | 9  | 10 | 11 | 12 | 13 | 14 | 15 | 16 | 17 | 18 | 19 | 20 | 21 | 22 | 23 | 24 | 25 | 26 | 27 | 28 | 29 | 30 | 31 | 32 | 33 | 34 |
| --------- | -- | -- | -- | -- | -- | -- | -- | -- | -- | -- | -- | -- | -- | -- | -- | -- | -- | -- | -- | -- | -- | -- | -- | -- | -- | -- | -- | -- | -- | -- | -- | -- | -- | -- |
| Luogo     | T  | C  | T  | C  | T  | C  | T  | C  | T  | C  | T  | C  | T  | C  | T  | C  | T  | C  | T  | C  | T  | C  | T  | C  | T  | C  | T  | C  | T  | C  | T  | C  | T  | C  |
| Risultato | P  | N  | N  | P  | P  | V  | N  | V  | P  | V  | V  | V  | P  | P  | N  | V  | N  | V  | P  | N  | P  | P  | P  | N  | P  | V  | P  | V  | N  | V  | V  | V  | P  | P  |
| Posizione | 16 | 15 | 13 | 16 | 18 | 16 | 15 | 12 | 16 | 12 | 9  | 6  | 8  | 12 | 11 | 9  | 8  | 7  | 10 | 9  | 11 | 11 | 14 | 14 | 17 | 14 | 16 | 14 | 15 | 12 | 10 | 8  | 12 | 13 |

Legenda:

Luogo: C = Casa; T = Trasferta. Risultato: V = Vittoria; N = Pareggio; P = Sconfitta.

### Statistiche dei giocatori
| Giocatore       | Bundesliga | Bundesliga | Bundesliga  | Bundesliga | Coppa di Germania | Coppa di Germania | Coppa di Germania | Coppa di Germania | Totale   | Totale | Totale      | Totale     |
| Giocatore       | Presenze   | Reti       | Ammonizioni | Espulsioni | Presenze          | Reti              | Ammonizioni       | Espulsioni        | Presenze | Reti   | Ammonizioni | Espulsioni |
| --------------- | ---------- | ---------- | ----------- | ---------- | ----------------- | ----------------- | ----------------- | ----------------- | -------- | ------ | ----------- | ---------- |
| R. Adelmann     | 15         | 0          | 0           | 0          | 1                 | 0                 | 0                 | 0                 | 16       | 0      | 0           | 0          |
| H. Altendorff   | 1          | 0          | 0           | 0          | 0                 | 0                 | 0                 | 0                 | 1        | 0      | 0           | 0          |
| H. Bredenfeld   | 16         | 3          | 0           | 0          | 1                 | 0                 | 0                 | 0                 | 17       | 3      | 0           | 0          |
| F. Brungs       | 34         | 6          | 0           | 0          | 0                 | 0                 | 0                 | 0                 | 34       | 6      | 0           | 0          |
| H. Eder         | 0          | 0          | 0           | 0          | 0                 | 0                 | 0                 | 0                 | 0        | 0      | 0           | 0          |
| P. Enders       | 31         | 0          | 0           | 0          | 1                 | 0                 | 0                 | 0                 | 32       | 0      | 0           | 0          |
| K. Ferschl      | 32         | 0          | 0           | 0          | 1                 | 0                 | 0                 | 0                 | 33       | 0      | 0           | 0          |
| G. Fraydl       | 18         | 0          | 0           | 0          | 1                 | 0                 | 0                 | 0                 | 19       | 0      | 0           | 0          |
| L. Groß         | 31         | 1          | 0           | 0          | 0                 | 0                 | 0                 | 0                 | 31       | 1      | 0           | 0          |
| V. Groß         | 17         | 0          | 0           | 0          | 0                 | 0                 | 0                 | 0                 | 17       | 0      | 0           | 0          |
| K. Hausmann     | 2          | 0          | 0           | 0          | 0                 | 0                 | 0                 | 0                 | 2        | 0      | 0           | 0          |
| W. Ipta         | 25         | 6          | 0           | 1          | 1                 | 0                 | 0                 | 0                 | 26       | 6      | 0           | 1          |
| D. Krafczyk     | 32         | 4          | 0           | 0          | 1                 | 1                 | 0                 | 0                 | 33       | 5      | 0           | 0          |
| H. Krumnow      | 1          | 0          | 0           | 0          | 0                 | 0                 | 0                 | 0                 | 1        | 0      | 0           | 0          |
| R. Kröner       | 25         | 3          | 0           | 0          | 1                 | 0                 | 0                 | 0                 | 26       | 3      | 0           | 0          |
| K. Leufgen      | 0          | 0          | 0           | 0          | 0                 | 0                 | 0                 | 0                 | 0        | 0      | 0           | 0          |
| G. Schmidt      | 0          | 0          | 0           | 0          | 0                 | 0                 | 0                 | 0                 | 0        | 0      | 0           | 0          |
| A. Steffenhagen | 34         | 5          | 0           | 0          | 1                 | 0                 | 0                 | 0                 | 35       | 5      | 0           | 0          |
| J. Weber        | 12         | 1          | 0           | 0          | 1                 | 0                 | 0                 | 0                 | 13       | 1      | 0           | 0          |
| T. Wild         | 29         | 0          | 0           | 0          | 1                 | 0                 | 0                 | 0                 | 30       | 0      | 0           | 0          |
| U. Witt         | 34         | 0          | 0           | 0          | 1                 | 0                 | 0                 | 0                 | 35       | 0      | 0           | 0          |
| I. Šangulin     | 30         | 0          | 0           | 0          | 1                 | 0                 | 0                 | 0                 | 31       | 0      | 0           | 0          |